# Margaretha Hernlund
Margaretha Hernlund, född 10 augusti 1928, är en svensk författare. Hon debuterade 1963 med Oavsiktligt.

## Priser och utmärkelser
- 2001 - Sten Hagliden-priset